# Upen d'Amont
Upen d'Amont is een dorp in de Franse gemeente Delettes in het departement Pas-de-Calais. Upen d'Amont ligt in het noordwesten van de gemeente, bijna twee kilometer ten noordwesten van het dorpscentrum van Delettes. Een kilometer ten oosten van het dorp ligt Upen d'Aval.

## Geschiedenis

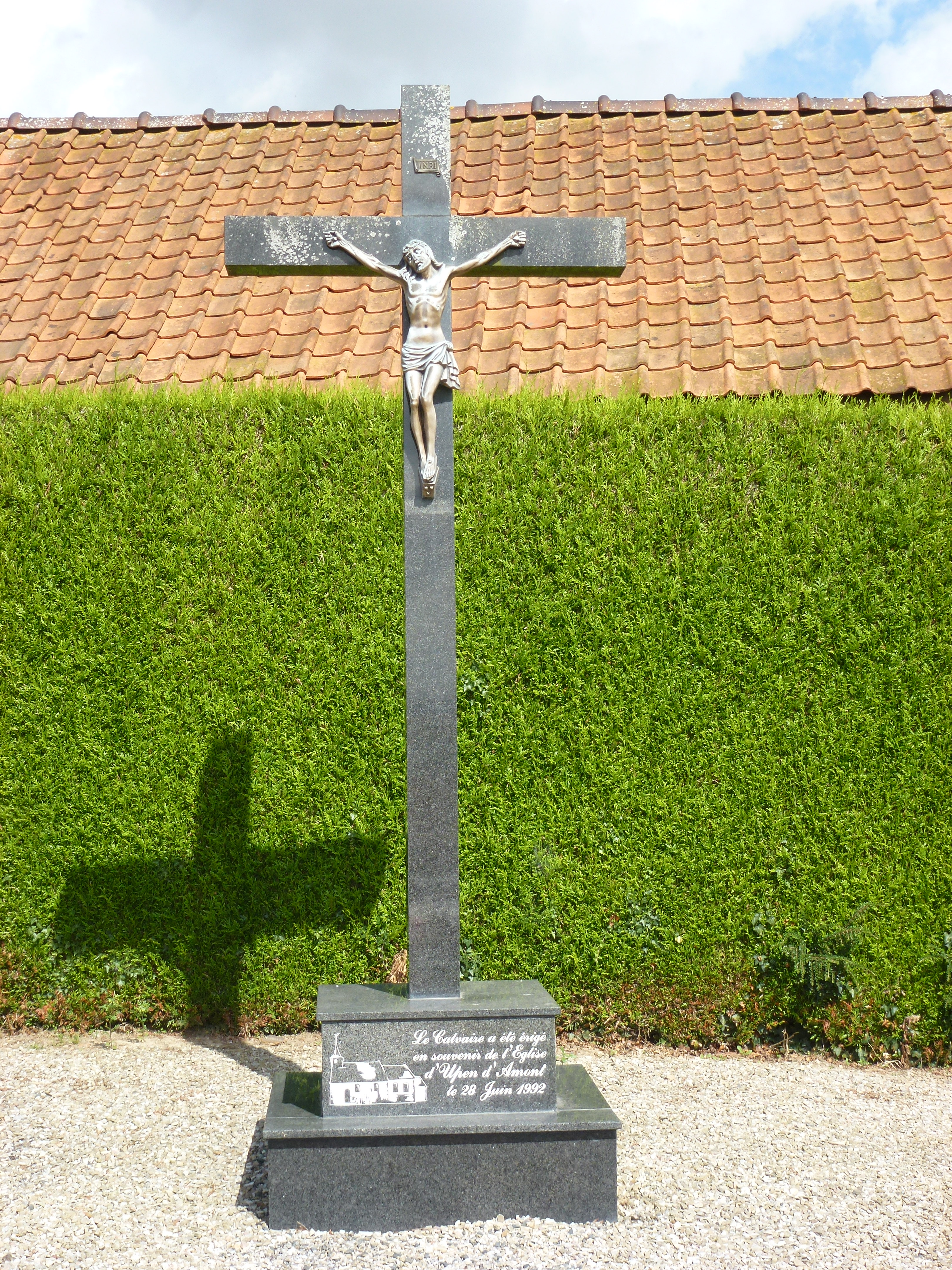
Kruis ter herinnering aan de verdwenen kerk

Oude vermeldingen van de naam dateren uit de 11de eeuw als Uphen, Ophem en Upent. Uit de 16de eeuw dateren vermeldingen als Upendamont. De kerk van Upen d'Amont, de Onze-Lieve-Vrouw-Geboortekerk (Église Notre-Dame-de-la-Nativité), was evenals die van Upen d'Aval een hulpkerk van Herbelles.
Op het eind van het ancien régime werd Upen d'Amont samen met Upen d'Aval verenigd in de gemeente Upen. De kerk werd bij de Franse Revolutie verkocht als nationaal goed, maar daarna teruggegeven aan de gemeente. In 1822 werd de gemeente Upen (202 inwoners in 1921) al opgeheven en aangehecht bij de gemeente Delettes.
Na het overlijden van de priester in 1960 werd de kerk buiten gebruik gesteld voor de eredienst, waarna ze nog als dorpszaal dienst deed. In 1990 raakte de kerk zwaar beschadigd door onweer, en wegens de ouderdom en zware herstellingskosten werd de kerk helemaal gesloopt.

## Bezienswaardigheden
- De Sint-Theresiakapel van 1958 werd gebouwd uit dankbaarheid dat een zoon terugkwam vanuit de Algerijnse Oorlog.
- Een oude drinkplaats voor dieren (abreuvoir), nu een picknickplaats.

## Nabijgelegen kernen
Dohem, Delettes, Upen d'Aval
Delettes · Upen d'Amont · Upen d'Aval · Westrehem

Lijst van Franse gemeenten · Arrondissement Sint-Omaars · Pas-de-Calais · Hauts-de-France